# فيليب برومبيرغ
فيليب برومبيرغ (بالإنجليزية: Philip Bromberg)‏ هو عالم نفس أمريكي، ولد في 1931.